# Konrad Bittner
Konrad Bittner (* 7. April 1890 in Brodek u Konice; † 3. Januar 1967 in Bochum) war ein deutscher Slawist und Hochschullehrer.

## Leben
Bittner studierte an der Universität Wien Slawistik und Klassische Philologie. Nach der Promotion zum Dr. phil. (Faust in der böhmischen Volksliteratur mit besonderer Berücksichtigung des Puppenspieles) 1913 an der Universität Wien nahm er von 1914 bis 1918 am Ersten Weltkrieg teil. Danach wirkte er als Gymnasiallehrer in Brünn und Prag. Von 1930 bis 1937 gab er die Vierteljahresschrift Germano-slawika mit heraus. Er habilitierte sich 1931 an der Universität Prag.
Bittner trat zum 1. November 1938 der NSDAP bei (Mitgliedsnummer 6.749.049). Von 1939 bis 1940 war er außerplanmäßiger Professor an der Universität Prag. Von 1940 bis 1944 war er außerordentlicher Professor an der Reichsuniversität Posen und von 1944 bis 1945 ordentlicher Professor an der Reichsuniversität Posen. Gegen Kriegsende wurde der 54-jährige Bittner noch einmal zum Wehrdienst eingezogen und geriet 1945 in Kriegsgefangenschaft. Anschließend war er als Zivilinternierter inhaftiert.
Von 1947 bis 1955 war er als Studienrat in Bochum und Schleswig tätig. Von 1955 bis 1961 wirkte er als Professor an der Universität Mainz. Es wurde ihm 1961 nach Artikel 131 GG 1961 die Rechtsstellung eines entpflichteten ordentlichen Professors an der Universität Mainz zuerkannt. Bis zu seiner Emeritierung war er Präsident der Deutschen Pestalozzi-Gesellschaft.

## Schriften (Auswahl)
- Herders Geschichtsphilosophie und die Slawen. Reichenberg 1929, OCLC 252225549.
- Deutsche und Tschechen. Zur Geistesgeschichte des böhmischen Raumes. Von den Anfängen zur hussitischen Kirchenerneuerung. Berlin 1914, OCLC 60484416.
- Deutsche und Tschechen. Eine Erwiderung. Brünn 1938, OCLC 556970573.
- Der deutsche Anteil an der Volkwerdung der Tschechen. Berlin 1941, OCLC 836213355.